# 肯顿谷 (肯塔基州)
肯顿谷（英語：Kenton Vale），是美国肯塔基州的一座城市。面积约为0.3平方公里（0.1平方英里）。根据2010年美国人口普查，该市的人口为110人。